# NGC 7549
NGC 7549 é uma galáxia espiral barrada (SBc/P) localizada na direcção da constelação de Pegasus. Possui uma declinação de +19° 02' 29" e uma ascensão recta de 23 horas, 15 minutos e 17,1 segundos.
A galáxia NGC 7549 foi descoberta em 2 de Novembro de 1850 por William Parsons.